# Soós Adrienn
Soós Adrienn (Szombathely, 1994. november 19. –) labdarúgó, középpályás. Jelenleg a Győri ETO női csapatának labdarúgója.

## Pályafutása
2003-ban kezdte a labdarúgást a Viktória csapatában. Az élvonalban 2011 őszén mutatkozott be. 2014 nyarán igazolt az NB II-ben szereplő Győri ETO női csapatába. A csapat 2015-ben már a női NBI-ben szerepel.

## Sikerei, díjai
- Magyar bajnokság
  - 2.: 2011–12
  - 3.: 2012–13
- Magyar kupa
  - döntős: 2012[1]
- NB II Nyugati csoport
  - bajnok: 2014/15
- Válogatottsága
  - négyszeres U19-es válogatott